# Michel Le Ven
Michel Marie Leven, nasceu no dia 23 de outubro de 1931, em Plouguernout, no norte da França.
Em novembro de 1965, o então padre jesuíta, chegou a Belo Horizonte para atuar na Igreja do Horto, na Zona Leste da capital, onde seu trabalho inspirado na Teologia da Libertação chamou a atenção do regime militar.
No dia 22 de agosto de 1968, o padre Michel Le Ven, foi preso em Belo Horizonte, juntamente com o diácono José Geraldo da Cruz, foi libertado no dia 6 de fevereiro de 1969, em 1971 foi objeto de um processo de expulsão.
No início da década de 1970, realizou pesquisas pioneiras sobre as classes populares em favelas de Belo Horizonte.
Em 1975, tornou-se como professor do Departamento de Ciência Política da Universidade Federal de Minas Gerais (UFMG), onde, em 1976, obteve o título de mestre.
Em 1988, obteve o título de doutor pela Universidade de São Paulo (USP), com a tese intitulada como: "Trabalho e Democracia: A Experiência dos Metalúrgicos Mineiros (1978 – 1984)".
Como professor da UFMG, trabalhou para aproximar a academia do mundo do trabalho e dos movimentos sociais. Ele foi um dos idealizadores do Laboratório de Estudos Urbanos e, mais tarde, do Núcleo de Estudos sobre o Trabalho Humano (Nesth).
Foi militante do Partido dos Trabalhadores e sempre esteve ao lado de quilombolas, indígenas, trabalhadores, enfim, das pessoas que têm seus direitos desrespeitados. Desempenhou, junto com outros religiosos católicos, papel fundamental na formação da consciência popular.
Em 2016, publicou o livro Memórias vivas de 1968, no qual resgatou os acontecimentos daquele ano.
Nos últimos anos de vida, ele morou em um sítio em Ribeirão das Neves.
Faleceu no dia 22 de janeiro de 2021, em decorrência de insuficiência cardíaca e respiratória, em Ribeirão das Neves, na Região Metropolitana de Belo Horizonte    .
Após sua morte, foi homenageado pelo cursinho Popular de Ribeirão das Neves e seu nome foi usado no núcleo de educação.